# Chlorameisensäure
Chlorameisensäure ist eine chemische Verbindung; sie ist das primäre Chlorid der Kohlensäure. Die Bezeichnung 'Chlorameisensäure' ist somit genau genommen unkorrekt und müsste Chlorkohlensäure lauten. Das entsprechende stabile Dichlorid ist als Phosgen bekannt.
Die Verbindung ist nur in Form ihrer Ester bekannt, die bei Einwirkung des sekundären Chlorids der Kohlensäure, des Kohlenoxychlorids auf Alkoholen entstehen. Diese sind flüchtige, unangenehm riechende Flüssigkeiten, die mit Wasser in Alkohol, Kohlensäure und Salzsäure zerfallen und mit wasserfreiem Alkohol neutrale Kohlensäureester, mit Ammoniak Urethane bilden. Die von Jean-Baptiste Dumas entdeckte Substanzklasse hat große präparative Bedeutung erlangt und wurde eingehend untersucht. Chlorameisensäureester (z. B. Chlorameisensäurebenzylester) sind für Peptid-Synthesen von besonderer Bedeutung, da sie zur Einführung von N-Schutzgruppen verwendet werden.